# Antonio Roma
Antonio Manuel Roma (* 13. Juli 1932 in Villa Lugano, einem Stadtteil von Buenos Aires; † 20. Februar 2013 in Buenos Aires) war ein argentinischer Fußballspieler.

## Verein
Der Torhüter Antonio Roma wurde von den Fans aufgrund seines furchtlosen Auftretens bei hohen Flanken Tarzan genannt. Roma begann seine Profikarriere 1955 bei Ferro Carril Oeste und wechselte Ende 1959 gemeinsam mit Silvio Marzolini zu den Boca Juniors. Hier spielte er bis 1972, als er nach 323 Spielen für den Verein seine Karriere beendete und zählte zu den beliebtesten Fußballern dieses Vereins. Dreimal wurde er mit den Boca Juniors argentinischer Meister (1962, 1964, 1965).

## Nationalmannschaft
Für die argentinische Fußballnationalmannschaft nahm der 42-malige argentinische Nationalspieler an der Fußball-Weltmeisterschaft 1962 in Chile und an der Fußball-Weltmeisterschaft 1966 in England teil. Zudem gehörte er dem siegreichen argentinischen Aufgebot beim Campeonato Sudamericano 1957 an. Dort agierte er als Ersatztorhüter hinter Rogelio Domínguez. Auch 1967 zählte er zum argentinischen Kader bei den Südamerikameisterschaften und wurde mit der Albiceleste Vize-Südamerikameister.